# 氯化铬
氯化铬（化学式：CrCl3）也称三氯化铬、氯化铬(III)，是常见的铬(III)化合物之一，屬於鹵化物。有无水物和六水合物两种。

## 物理性质及结构
无水物为强烈发光的紫色结晶，几乎不溶于水。六水物 {\displaystyle {\rm {CrCl_{3}\!\cdot \!6H_{2}O\,}}} 是一个配合物，有三种水合异构体：{\displaystyle {\rm {[Cr(H_{2}O)_{6}]Cl_{3},[Cr(H_{2}O)_{5}Cl]\!\cdot \!Cl_{2}\!\cdot \!H_{2}O}}}{\displaystyle {\rm {,[Cr(H_{2}O)_{4}Cl_{2}]Cl\!\cdot \!2H_{2}O}}}，分别为紫色、浅绿色和暗绿色的固体。一般买到的都是暗绿色的异构体。
三氯化铬晶体中含有连接成层的 CrCl6 八面体单元，结构中存在螺旋状位错，不含有金属－金属键。它与三碘化铬同构。

## 化学性质
氯化铬是较硬的路易斯酸。其中含 d3 构型的三价铬，对于配体置换反应来说是惰性的。为了提高其活性，可以加入少量的还原剂（如锌 / 盐酸），将其还原为氯化亚铬，很快发生配体交换反应，然后使其与 CrCl3 通过氯桥发生电子转移，获得三价铬的配合物，并再生成少量活性的Cr(II)，直至所有Cr(III)都发生了取代反应。
无水三氯化铬几乎不溶于水，但在还原剂（如锌）存在时会缓慢溶解，原因可能是生成了电荷转移的桥连配合物 [Cr2+-X-Cr3+…X]。溶解的产物是紫色的 [Cr(H2O)6]3+ 离子。如果配体是吡啶，则产物是 [CrCl3(C5H5N)3]。Cr(III)的配位数为6的配合物大多都是八面体型的。
{\displaystyle {\rm {CrCl_{3}+3C_{5}H_{5}N\rightarrow [CrCl_{3}(C_{5}H_{5}N)_{3}]\,}}}
与碱金属氯化物（如氯化钾）熔融时，三氯化铬生成含八面体型 [CrCl6]3− 离子，以及多聚生成的 Cr2Cl93− 等离子的盐类。

## 制备
无水三氯化铬可通过单质高温化合制备。或者800°C时，用三氧化二铬与氯气在碳存在下反应也可以得到无水三氯化铬。
{\displaystyle {\rm {Cr_{2}O_{3}+3C+3Cl_{2}\rightarrow 2CrCl_{3}+3CO\,}}}
六水合三氯化铬在650°C时与四氯化碳蒸汽反应，可以得到不含 CrOCl 的无水三氯化铬。也可以用亚硫酰氯脱水。
水合三氯化铬可由金属铬与盐酸反应得到。

## 用途
无水三氯化铬是有机金属化学中的重要原料。以它为原料可以制得很多有机铬化合物，比如结构上与二茂铁类似的二苯铬（下图）。三氯化铬也是很多铬(III)配合物的起始原料。
有机合成中，CrCl3 被原位还原生成的 CrCl2 是常用的有机还原试剂之一。它可以(A)将 C-Cl 键还原为 C-H 键，也可以(B)与醛作用，将其还原为烯基卤化物。第二个还原反应中通常用2:1摩尔比的三氯化铬和氢化铝锂。
三氯化铬的路易斯酸性可以用于催化某些反应，例如用亚硝基化合物作亲双烯体的狄尔斯-阿尔德反应。

## 脚注
1. ↑  D. Nicholls, Complexes and First-Row Transition Elements, Macmillan Press, London, 1973.
2. ↑  Calvet, G.; Dussaussois, M.; Blanchard, N.; Kouklovsky, C. . Organic Letters. 2004, 6: 2449–2451. doi:10.1021/ol0491336.